# Linea Tōbu Kinugawa
La linea Tōbu Kinugawa (東武鬼怒川線?, Tōbu Kinugawa-sen), gestita dalle Ferrovie Tōbu, è una ferrovia di carattere semiurbano a scartamento ridotto che collega le stazioni di Shimo-Imaichi e Shin-Fujiwara, tutte all'interno della città di Nikkō, nella prefettura di Tochigi, in Giappone. La ferrovia prende il nome da Kinugawa Onsen, una famosa area termale situata lungo il percorso. Presso il capolinea di Shimo-Imaichi la linea è connessa direttamente con la linea Tōbu Nikkō, e questo consente di effettuare dei servizi di treni espressi limitati che partendo dalla stazione di Asakusa e dalla stazione di Shinjuku a Tokyo raggiungono il complesso termale. All'altro capolinea di Shin-Fujiwara la linea è connessa alla linea Yagan Aizu Kinugawa, che continua verso la prefettura di Fukushima.

## Caratteristiche
La linea è lunga 16,2 km ed è totalmente elettrificata a corrente continua con catenaria superiore a 1500 V. La ferrovia è totalmente a binario singolo, a scartamento ridotto di 1067 mm ad eccezione di un tratto di 800 metri nei pressi della stazione di Kinugawa Onsen. Le stazioni lungo la linea sono 8.

## Servizi
La linea è percorsa da treni locali, rapidi, rapidi settoriali e da espressi limitati quali l'AIZU mount e l'Oze Express, ma sulla linea tutti i treni fermano in tutte le stazioni.

## Stazioni
| Stazione       | Stazione   | Distanza   | Distanza | Collegamenti              | Posizione |
| Stazione       | Stazione   | Interstaz. | Totale   | Collegamenti              | Posizione |
| -------------- | ---------- | ---------- | -------- | ------------------------- | --------- |
| Shimo-Imaichi  | 下今市     | -          | 0.0      | Linea Tōbu Nikkō          | Nikkō     |
| Daiya-Mukō     | 大谷向     | 0.8        | 0.8      |                           | Nikkō     |
| Ōkuwa          | 大桑       | 4.0        | 4.8      |                           | Nikkō     |
| Shin-Takatoku  | 新高徳     | 2.5        | 7.3      |                           | Nikkō     |
| Kosagoe        | 小佐越     | 2.6        | 9.9      |                           | Nikkō     |
| Kinugawa-Onsen | 鬼怒川温泉 | 2.5        | 12.4     |                           | Nikkō     |
| Kinugawa-Kōen  | 鬼怒川公園 | 2.1        | 14.5     |                           | Nikkō     |
| Shin-Fujiwara  | 新藤原     | 1.7        | 16.2     | Linea Yagan Aizu Kinugawa | Nikkō     |